# Stimulantia
Pour plus de détails, voir Fiche technique et Distribution.
Stimulantia est un film suédois réalisé par Hans Abramson, Hans Alfredson, Arne Arnbom, Tage Danielsson, Lars Görling, Ingmar Bergman, Jörn Donner, Gustaf Molander et Vilgot Sjöman, sorti en 1967.

## Synopsis
Inconnu.

## Fiche technique
- Titre : Stimulantia
- Réalisation : Hans Abramson, Hans Alfredson, Arne Arnbom, Tage Danielsson, Lars Görling, Ingmar Bergman, Jörn Donner, Gustaf Molander et Vilgot Sjöman
- Scénario : Hans Abramson, Hans Alfredson, Arne Arnbom, Ingmar Bergman, Tage Danielsson, Jörn Donner, Lars Görling, Erland Josephson, Gustaf Molander et Vilgot Sjöman, d'après des nouvelles de Honoré de Balzac et Guy de Maupassant
- Photographie : Ingmar Bergman, Rune Ericson, Lars Johnsson et Björn Thermænius
- Montage : Bengt Kåring, Per Krafft, Ulla Ryghe et Carl-Olov Skeppstedt
- Musique : Bo Nilsson et Georg Riedel
- Décors : Jan Boleslaw, Rolf Boman et P. A. Lundgren
- Costumes : Mago et Bertha Sånnell
- Producteur : Olle Nordemar
- Durée : 105 minutes
- Dates de sortie : 1967

## Distribution
- Hans Abramson : interviewer (et narrateur)
- Hans Alfredson : Jacob Landelius
- Harriet Andersson : femme dans la chambre d'hôtel
- Daniel Bergman : lui-même
- Ingrid Bergman : Mathilde Hartman
- Gunnar Björnstrand : Paul Hartman
- Gunnel Broström : Jeanette Ribbing
- Lars Ekborg : monsieur Svensk
- Glenna Forster-Jones : la fille nue
- Lena Granhagen : Sofi Lundblad
- Inga Landgré : Margareta Svensk
- Käbi Laretei : elle-même
- Birgit Nilsson : elle-même